# 维泰尔斯布尔 (摩泽尔省)
维泰尔斯布尔（法語：Vittersbourg）是法国摩泽尔省的一个市镇，属于沙托萨兰区（Château-Salins）阿尔贝斯特罗县（Albestroff）。该市镇总面积7.13平方公里，2009年时的人口为333人。

## 人口
维泰尔斯布尔人口变化图示